# Galatheoidea
Galatheoidea (лат.) — надсемейство десятиногих раков из инфраотряда неполнохвостых (Anomura). Наиболее известные представители — раки из семейства Galatheidae.
Их брюшки симметричны, как у омаров, но спрятаны под карапакс. Galatheoidea ведут донный образ жизни, обитают на каменистом и песчаном дне и обычно плотоядны (питаются мелкими ракообразными и полихетами) или являются некрофагами.
Летопись окаменелостей этого надсемейства восходит к роду Palaeomunidopsis из среднего юрского периода.

## Классификация
Надсемейство включает следующие семейства и роды:
Galatheidae Samouelle, 1819
- † Acanthogalathea Müller & Collins, 1991 — Верхний эоцен
- Alainius Baba, 1991
- Allogalathea Baba, 1969
- Allomunida Baba, 1988
- Coralliogalathea Baba & Javed, 1974
- Fennerogalathea Baba, 1988
- Galathea Fabricius, 1793
- Janetogalathea Baba & Wicksten, 1997
- Lauriea Baba, 1971
- † Lessinigalathea De Angeli & Garassino, 2002 — Нижний эоцен
- † Lophoraninella Glaessner, 1945 — Верхний мел
- † Luisogalathea Karasawa & Hayakawa, 2000 — Верхний мел
- Macrothea Macpherson & Cleva, 2010
- † Mesogalathea Houša, 1963 — Верхняя юра-мел
- Nanogalathea Tirmizi & Javed, 1980
- † Palaeomunida Lőrenthey, 1901 — Верхняя юра-олигоцен
- Phylladiorhynchus Baba, 1969
- † Spathagalathea De Angeli & Garassino, 2002 — Верхний эоцен

Munididae Ahyong et al., 2010
- Agononida Baba & de Saint Laurent, 1996
- Anomoeomunida Baba, 1993
- Anoplonida Baba & de Saint Laurent, 1996
- Babamunida Cabezas, Macpherson & Machordom, 2008
- Bathymunida Balss, 1914
- Cervimunida Benedict, 1902
- † Cretagalathea Garassino, De Angeli & Pasini, 2008 — Верхний мел
- Crosnierita Macpherson, 1998
- Enriquea Baba, 2005
- Heteronida Baba & de Saint Laurent, 1996
- Sadayoshia Baba, 1969
- Munida Leach, 1820
- Neonida Baba & de Saint Laurent, 1996
- Onconida Baba & de Saint Laurent, 1996
- Paramunida Baba, 1988
- Pleuroncodes Stimpson, 1860
- Plesionida Baba & de Saint Laurent, 1996
- † Protomunida Beurlen, 1930 — Палеоцен-эоцен
- Raymunida Macpherson & Machordom, 2000
- Setanida Macpherson, 2006
- Tasmanida Ahyong, 2007
- Torbenella Baba, 2008

Munidopsidae Ortmann, 1898
- † Brazilomunida Martins-Neto, 2001 — Верхний мел
- † Calteagalathea De Angeli & Garassino, 2006 — Верхний мел
- † Eomunidopsis Vía Boada, 1981 — Верхняя юра-верхний мел
- † Faxegalathea Jakobsen & Collins, 1997 — Нижний палеоцен
- Galacantha A. Milne-Edwards, 1880
- † Gastrosacus von Meyer, 1851 — Верхняя юра-мел
- Leiogalathea Baba, 1969
- Munidopsis Whiteaves, 1874
- † Munitheities Lőrentheyin Lőrenthey& Beurlen, 1929 — Верхняя юра
- † Palaeomunidopsis Van Straelen, 1925 — Средняя юра
- † Paragalathea Patrulius, 1960 — Верхняя юра-мел
- Shinkaia Baba & Williams, 1998

Porcellanidae Haworth, 1825
- Aliaporcellana Nakasone & Miyake, 1969
- Allopetrolisthes Haig, 1960
- Ancylocheles Haig, 1978
- † Annieporcellana Fraaije, Van Bakel, Jagt & Artal, 2008
- † Beripetrolisthes De Angeli & Garassino, 2002
- Capilliporcellana Haig, 1978
- Clastotoechus Haig, 1960
- Enosteoides Johnson, 1970
- † Eopetrolisthes De Angeli & Garassino, 2002
- Euceramus Stimpson, 1860
- Eulenaios Ng & Nakasone, 1993
- Heteropolyonyx Osawa, 2001
- Heteroporcellana Haig, 1978
- Liopetrolisthes Haig, 1960
- Lissoporcellana Haig, 1978
- † Lobipetrolisthes De Angeli & Garassino, 2002
- † Longoporcellana Müller & Collins, 1991
- Madarateuchus Harvey, 1999
- Megalobrachium Stimpson, 1858
- Minyocerus Stimpson, 1858
- Neopetrolisthes Miyake, 1937
- Neopisosoma Haig, 1960
- Novorostrum Osawa, 1998
- Orthochela Glassell, 1936
- Pachycheles Stimpson, 1858
- Parapetrolisthes Haig, 1962
- Petrocheles Miers, 1876
- Petrolisthes Stimpson, 1858
- Pisidia Leach, 1820
- Polyonyx Stimpson, 1858
- Porcellana Lamarck, 1801
- Porcellanella White, 1852
- † Porcellanoidea C.-H. Hu & Tao, 1996
- Pseudoporcellanella Sankarankutty, 1961
- Raphidopus Stimpson, 1858
- Ulloaia Glassell, 1938

## Ископаемые формы
Еще два ископаемых таксона могут быть включены в надсемейство, но не рассматривались в последнем обзоре. Семейство Retrorsichelidae содержит единственный вид Retrorsichela laevis из кампана, который его авторы предварительно отнесли к Galatheoidea. Эоценовый род Ovocarcinus , содержащий только O. elongatus, первоначально был отнесен к incertae sedis.